# Wereldkampioenschappen openwaterzwemmen 2025 – 5 kilometer mannen
De 5 kilometer openwaterzwemmen voor mannen tijdens de wereldkampioenschappen openwaterzwemmen 2025 vond plaats op 18 juli 2025 bij Palawan Beach, Sentosa, Singapore.

## Uitslag
| Rang   | Naam                         | Land                   | Tijd      |
| ------ | ---------------------------- | ---------------------- | --------- |
| Goud   | Florian Wellbrock            | Duitsland              | 57.26,4   |
| Zilver | Gregorio Paltrinieri         | Italië                 | 57.29,3   |
| Brons  | Marc-Antoine Olivier         | Frankrijk              | 57.30,4   |
| 4      | Marcello Guidi               | Italië                 | 57.32,3   |
| 5      | Denis Adeev                  | Neutrale deelnemers    | 57.37,2   |
| 6      | Dávid Betlehem               | Hongarije              | 57.37,2   |
| 7      | Kyle Lee                     | Australië              | 57.39,6   |
| 8      | Luca Karl                    | Oostenrijk             | 57.42,0   |
| 9      | Oliver Klemet                | Duitsland              | 57.42,2   |
| 10     | Thomas Raymond               | Australië              | 57.47,2   |
| 11     | Paul Niederberger            | Zwitserland            | 58:03,9   |
| 12     | Matheus Melecchi             | Brazilië               | 58:04,6   |
| 13     | Eric Brown                   | Canada                 | 58:08,6   |
| 14     | Kristóf Rasovszky            | Hongarije              | 58:08,8   |
| 15     | Martin Straka                | Tsjechië               | 58:12,5   |
| 16     | Ratthawit Thammananthachote  | Thailand               | 58:13,7   |
| 17     | Dylan Gravley                | Verenigde Staten       | 58:15,9   |
| 18     | Athanasios Kynigakis         | Griekenland            | 58:24,3   |
| 19     | Sacha Velly                  | Frankrijk              | 58:37,5   |
| 20     | Ivan Puskovitch              | Verenigde Staten       | 1:00.26,3 |
| 21     | Christian Schreiber          | Zwitserland            | 1:00.27,7 |
| 22     | Piotr Woźniak                | Polen                  | 1:00.31,6 |
| 23     | Esteban Enderica             | Ecuador                | 1:00.56,0 |
| 24     | Zhang Jinhou                 | China                  | 1:00.56,0 |
| 25     | Kaito Tsujimori              | Japan                  | 1:01.00,2 |
| 26     | Lan Tianchen                 | China                  | 1:01.01,8 |
| 27     | Lev Cherepanov               | Kazachstan             | 1:01.03,8 |
| 28     | Park Jae-hun                 | Zuid-Korea             | 1:01.03,9 |
| 29     | Savelii Luzin                | Neutrale deelnemers    | 1:01.04,9 |
| 30     | Diogo Cardoso                | Portugal               | 1:01.06,7 |
| 31     | Ronaldo Zambrano             | Venezuela              | 1:01.08,9 |
| 32     | David Farinango              | Ecuador                | 1:01.09,2 |
| 33     | Bartosz Kapała               | Polen                  | 1:01.21,9 |
| 34     | Oh Se-beom                   | Zuid-Korea             | 1:01.22,4 |
| 35     | Matthew Caldwell             | Zuid-Afrika            | 1:01.23,8 |
| 36     | Diego Vera                   | Venezuela              | 1:01.24,0 |
| 37     | Diego Obele                  | Mexico                 | 1:01.24,0 |
| 38     | Connor Buck                  | Zuid-Afrika            | 1:01.26,3 |
| 39     | Riku Takaki                  | Japan                  | 1:01.26,9 |
| 40     | Logan Vanhuys                | België                 | 1:02.10,5 |
| 41     | Adrián Ywanaga               | Peru                   | 1:02.15,4 |
| 42     | Jamarr Bruno                 | Puerto Rico            | 1:02.40,8 |
| 43     | José Barrios                 | Guatemala              | 1:02.41,2 |
| 44     | Atakan Ercan                 | Turkije                | 1:02.41,2 |
| 45     | Diego Dulieu                 | Honduras               | 1:02.41,9 |
| 46     | Su Bo-ling                   | Chinees Taipei         | 1:02.42,1 |
| 47     | Konstantinos Chourdakis      | Griekenland            | 1:02.43,1 |
| 48     | Emre Sarp Zeytinoğlu         | Turkije                | 1:02.43,8 |
| 49     | Nico Esslinger               | Namibië                | 1:02.47,9 |
| 50     | Théo Druenne                 | Monaco                 | 1:02.51,9 |
| 51     | Jeison Rojas                 | Costa Rica             | 1:02.54,0 |
| 52     | Tiago Campos                 | Portugal               | 1:03.27,9 |
| 53     | Tsao Jun-yan                 | Chinees Taipei         | 1:03.31,5 |
| 54     | Esteban Faure                | Monaco                 | 1:03.47,1 |
| 55     | Ilias El Fallaki             | Marokko                | 1:03.47,4 |
| 56     | Grgo Mujan                   | Kroatië                | 1:03.55,5 |
| 57     | Alan González                | Mexico                 | 1:04.12,3 |
| 58     | Keith Sin                    | Hongkong               | 1:04.19,0 |
| 59     | Mochammad Akbar Putra Taufik | Indonesië              | 1:04.27,6 |
| 60     | Prashans Hiremagalur         | India                  | 1:04.27,7 |
| 61     | Richard Urban                | Slowakije              | 1:04.57,5 |
| 62     | Tomáš Peciar                 | Slowakije              | 1:07.01,8 |
| 63     | Nithikorn Jeampiriyakul      | Thailand               | 1:07.19,0 |
| 64     | Chan Tsun Hin                | Hongkong               | 1:07.20,3 |
| 65     | Oscar García                 | Guatemala              | 1:07.22,1 |
| 66     | Damien Payet                 | Seychellen             | 1:07.22,5 |
| 67     | Dhrupad Ramakrishna          | India                  | 1:07.25,1 |
| 68     | Luke Tan                     | Singapore              | 1:07.26,9 |
| 69     | Dilanka Shehan               | Sri Lanka              | 1:07.32,5 |
| 70     | Juan Núñez                   | Dominicaanse Republiek | 1:09.07,7 |
| 71     | Percy Escobar                | Bolivia                | 1:11.26,2 |
| 72     | Tharusha Perera              | Sri Lanka              | 1:11.26,6 |
| 73     | Joaquín Estigarribia         | Paraguay               | 1:11.28,6 |
| 74     | Ian Leong                    | Singapore              | 1:11.34,8 |
| –      | Jayden De Swardt             | Zimbabwe               | OTL       |
| –      | Tristan Nell                 | Namibië                | OTL       |
| –      | Connor Grist                 | Zimbabwe               | DNF       |
| –      | David Padre                  | Angola                 | DNF       |
| –      | Igbaal Bayusuf               | Kenia                  | DNF       |
| –      | Benjamin Lutaaya             | Oeganda                | DNF       |
| –      | Benco Van Rooyen             | Botswana               | DNF       |
| –      | Galymzhan Balabek            | Kazachstan             | DNF       |
| –      | Marin Mogić                  | Kroatië                | DNF       |
| –      | Diego Solano                 | Bolivia                | DNF       |
| –      | Hamza Kassim                 | Kenia                  | DNF       |
| –      | Luiz Loureiro                | Brazilië               | DNS       |
| –      | Rami Rahmouni                | Tunesië                | DNS       |